# 杨永松
杨永松（1919年7月—2022年9月1日），中国人民解放军开国少将，广东大埔人。曾任中国人民解放军北京军区工程兵政治委员、装甲兵政治部主任。

## 生平
1919年7月，杨永松出生在于广东省大埔县百侯镇侯南村，是家中的第四子。5岁时，父亲去世，7歲時，在鎮上的步梯小学念书。
1927年冬，參加童子团。1930年，在永定縣參軍，之後任永定县儿童团团部组织科科长、组织部部长、巡视员，红12军101团勤杂文书、红一军团3师3团收发，红一军团2师政治部技术书记。
1953年1月，任华北军区装甲兵政治部主任。
1968年，任北京军区工程兵政委。
2022年9月1日中午在北京逝世，为1955年授衔将帅中最后一位辞世者。